# Prostki (gmina)
Prostki est une gmina rurale du powiat de Ełk, Varmie-Mazurie, dans le nord de la Pologne. Son siège est le village de Prostki, qui se situe environ 15 km au sud d'Ełk et 128 km à l'est de la capitale régionale Olsztyn.
La gmina couvre une superficie de 230,47 km2 pour une population de 7 439 habitants.

## Géographie
La gmina inclut les villages de Bobry, Bogusze, Borki, Bzury, Ciernie, Cisy, Czyprki, Dąbrowskie, Długochorzele, Długosze, Dybówko, Dybowo, Glinki, Gorczyce, Guty Rożyńskie, Jebramki, Katarzynowo, Kibisy, Kobylin, Kobylinek, Kopijki, Kosinowo, Krupin, Krzywe, Krzywińskie, Kurczątki, Lipińskie Małe, Marchewki, Miechowo, Miłusze, Niedźwiedzkie, Nowaki, Olszewo, Ostrykół, Popowo, Prostki, Różyńsk Wielki, Sokółki, Sołtmany, Taczki, Wiśniowo Ełckie, Wojtele, Zawady-Tworki et Żelazki.
La gmina borde la ville de Grajewo et les gminy de Biała Piska, Ełk, Grajewo, Kalinowo, Rajgród et Szczuczyn.